# کاما سوترا

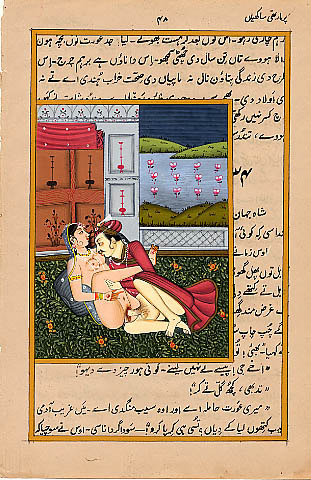
صفحه‌ای از کاماسوترا در نسخه‌ای به خط فارسی.

کاما سوترا (به سانسکریت: कामसूत्र) قدیمی‌ترین کتاب مصور هندی به زبان سانسکریت است که به دست واتسیایانا نگارش شده‌است. کاما سوترا از پرآوازه‌ترین کتاب راهنمایی در تاریخ جهان در ارتباط با لذت‌های حسی است. کتابی که دیدگاه‌های آن مرتبط با طبیعت بشر، امروزه نیز مصداق دارد.

## تاریخچه
بین سدهٔ چهارم تا ششم میلادی در شمال هند و درآغاز امپراتوری گوپتا و اوج تمدن کلاسیک هند نگاشته شده‌است. معبد خاجوراهو و معبد کونارک در هند، دربردارندهٔ مجسمه‌هایی با موضوع کاما سوترا است.

## درونمایه

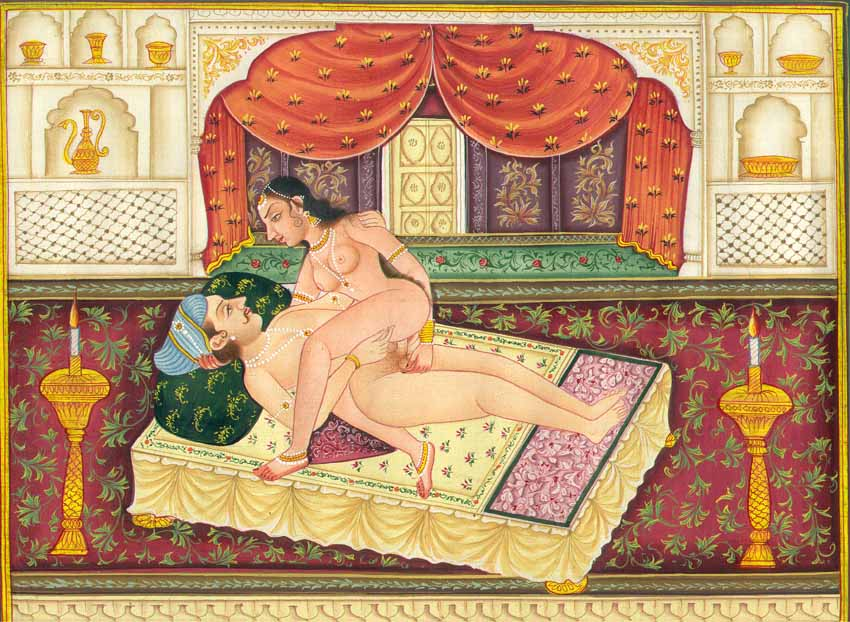
کاما سوترا تصویرسازی

کاما سوترا، یک فلسفهٔ باستانی دربارهٔ تئوری و تمرینات عشق‌ورزی است. کاما در سنسکریت به‌معنای لذت و یکی از چهار هدف انسان بر کرهٔ خاکی است. (کاما = لذت، آرتا = ثروت، دارما = قدرت، موکشا = رهایی از هر سه مقصود). در واقع کاما سوترا را می‌توان «کام‌نامه» خواند. تنها یک‌پنجم از کاماسوترا دربارهٔ وضعیت‌ها یا حالات آمیزش جنسی است. این کتاب به‌طور مفصل به اصول عشق‌بازی و آمیزش جنسی می‌پردازد.
در کاما سوترا انواع گوناگونی از در آغوش گرفتن، نوازش، بوسیدن، نیشگون و گاز گرفتن و … توصیف شده‌است. در این کتاب از کارهایی مانند سیلی زدن و نالیدن نیز به عنوان بازی یاد شده‌است.
کتابچه‌ای راهنما برای مردان، فاحشگان و زنان مرتبط با طبقات بالا (ثروتمند) بوده و با ترسیم تصویری واضح از زندگی در هند، مفاهیم آن فرهنگ کلاسیک (طبقات مرفه هندو) را ترویج می‌کند. این اثر تلفیقی از چندین رسالهٔ قدیمی است که گفته شده در نوع خود بی‌نظیر و به سرپرستی خدای شیوا (اشاره به اصل الهی ما) نگاشته شده‌است.
فصل سوم از دفتر اول: مرد باید این کتاب را بخواند و همچنین فنون وابسته به آن را بیاموزد، مادام که این مطالعه مانعی برای اشتغالات او به امور مذهبی، اجتماعی و اقتصادی ایجاد نکند.
نویسنده بارها بر این نکته تأکید می‌ورزد که کام‌یابانه‌ترین شکل آمیزش جنسی به شرط ارتباط عاطفی و عاشقانه بین دو همخوابه به‌وجود می‌آید.
در دفترهای دیگرِ این اثر، نویسنده شور و شهوت را در مسیرهای گسترده‌تری آزموده و از زندگی زناشویی تا دستیابی به زنانِ دیگر مردان و نرد عشق باختن با روسپیان می‌پردازد. دربرداشت رایج، مخاطب اصلی این رساله «مرد مرفه» است؛ یعنی مردی که متعلق به کاست‌های بالای جامعه (دارندگان قدرت آئینی، سیاسی، اقتصادی و اجتماعی) است.
کاما سوترای کامل شامل ۳۶ فصل و ۱۲۵۰ بند، ۷ دفتر و ۶۴ بخش مجزا است که البته بیشتر ترجمه‌ها از ششمین فصلِ دفتر دوم صورت گرفته‌است. فصلی که به ۶۴ شیوهٔ آمیزشی می‌پردازد.

## نویسنده
دربارهٔ نویسنده کتاب «واتسیایانا» اطلاعات زیادی در دست نیست. او خود را به‌عنوان نویسندهٔ اصلی معرفی نمی‌کند. بلکه خود را در جایگاه فردی می‌داند که به ویرایش و سازماندهی مجدد کارهای دیگران پرداخته‌است. او همچنین استدلال‌ها و دیدگاه‌های خویش را در کتاب ارائه داده و موقعیت خود را به‌عنوان نویسندهٔ نهایی شماری از این مطالب تثبیت می‌کند. واتسیایانا به‌طرز شگفت‌انگیزی عمل‌گرا بوده و عمدتاً فراتر از اخلاق به پیش می‌رود. وی با دفاع از شهوت‌گساریِ محتاطانه، زهّاد و تارکین دنیا را دست می‌اندازد.

## دیگر نمونه‌ها
کتاب ارزان در سوئد منتشر شد. در سال ۱۸۸۳ او کتاب دیگری به نام باغ معطر را نیز در مورد آمیزش جنسی از زبان عربی به انگلیسی برگرداند.